# Eleição municipal de Goiânia em 2000
A eleição municipal da cidade brasileira de Goiânia realizou-se entre os dias 1 e 29 de outubro de 2000, para eleger um prefeito, um vice-prefeito e 33 vereadores. O prefeito titular era Nion Albernaz do PSDB do qual o seu mandato expirava em 31 de dezembro de 2000.
Como nenhum dos candidatos atingiram 50+1% houve segundo turno em 29 de outubro entre Pedro Wilson (PT) e Darci Accorsi (PTB). Com o apoio do prefeito titular Nion Albernaz e do governador Marconi Perillo, Pedro Wilson foi eleito prefeito em segundo turno, vencendo o ex-prefeito Darci Accorsi, que era apoiado pelo ex-governador Iris Rezende.

## Candidatos
|  | Nº | Candidato(a) a prefeito | Candidato(a) a prefeito                           | Candidato(a) a vice-prefeito | Candidato(a) a vice-prefeito                                | Coligação |
|  | -- | ----------------------- | ------------------------------------------------- | ---------------------------- | ----------------------------------------------------------- | --- |
|  | 14 |                         | Darci Accorsi (PTB) Darci Accorsi                 |                              | Marcelo Augusto (PFL) Marcelo Augusto Sampaio Martins       | Fala Goiânia - Partido Trabalhista Brasileiro (PTB) - Partido da Frente Liberal (PFL) - Partido Social Trabalhista (PST) - Partido Social Democrático (PSD) - Partido Progressista Brasileiro (PPB) |
|  | 45 |                         | Lúcia Vânia (PSDB) Lúcia Vânia Abrão Costa        |                              | Helder Valin Helder Valin Barbosa                           | Goiânia Cidadã - Partido da Social Democracia Brasileira (PSDB) - Partido Socialista Brasileiro (PSB) - Partido Social Democrata Cristão (PSDC) - Partido Geral dos Trabalhadores (PGT) - Partido Liberal (PL) - Partido Humanista da Solidariedade (PHS) - Partido Trabalhista do Brasil (PTdoB) - Partido Social Liberal (PSL) |
|  | 12 |                         | Isaura Lemos (PDT) Maria Isaura Lemos             |                              | Marta Rodrigues Gonçalves de Araújo (PDT)                   | Sem coligação - Partido Democrático Trabalhista (PDT) |
|  | 15 |                         | Mauro Miranda (PMDB) Mauro Miranda Soares         |                              | Iram Saraiva Júnior (PMDB) Iram de Almeida Saraiva Júnior   | Goiânia é de Todos Nós - Partido do Movimento Democrático Brasileiro (PMDB) - Partido Social Cristão (PSC) - Partido dos Aposentados da Nação (PAN) - Partido Trabalhista Nacional (PTN) - Partido Republicano Progressista (PRP)                                                                                                |
|  | 16 |                         | Bianca Amaral (PSTU) Miriam Bianca Amaral Ribeiro |                              | Zakia dos Reis Barroso (PSTU)                               | Sem coligação - Partido Socialista dos Trabalhadores Unificado (PSTU) |
|  | 28 |                         | Orlando Alves (PRTB) Orlando Alves de Almeida     |                              | Dejair José de Lima (PRTB)                                  | Goiânia Renovação e Esperança - Partido Renovador Trabalhista Brasileiro (PRTB) - Partido da Reconstrução Nacional (PRN) |
|  | 13 |                         | Pedro Wilson (PT) Pedro Wilson Guimarães          |                              | Linda Monteiro (PPS) Linda Olindina Olívia Correia Monteiro | Vermelho-Esperança - Partido dos Trabalhadores (PT) - Partido Comunista do Brasil (PCdoB) - Partido Popular Socialista (PPS) - Partido Verde (PV) - Partido da Mobilização Nacional (PMN) |

## Resultado da eleição
| 1º Turno 1 de outubro de 2000 | 1º Turno 1 de outubro de 2000 | 1º Turno 1 de outubro de 2000 | 1º Turno 1 de outubro de 2000 |
| Candidato(a)                  | Vice                          | Votação                       | Votação                       |
| Candidato(a)                  | Vice                          | Total                         | Porcentagem                   |
| ----------------------------- | ----------------------------- | ----------------------------- | ----------------------------- |
| Pedro Wilson (PT)             | Linda Monteiro (PPS)          | 201.336                       | 37,19%                        |
| Darci Accorsi (PTB)           | Marcelo Augusto (PFL)         | 162.706                       | 30,05%                        |
| Lúcia Vânia (PSDB)            | Helder Valin (PSDB)           | 123.594                       | 22,83%                        |
| Mauro Miranda (PMDB)          | Iram de Almeida Júnior (PMDB) | 32.164                        | 5,94%                         |
| Isaura Lemos (PDT)            | Marta Gonçalves (PDT)         | 9.337                         | 1,73%                         |
| Bianca Amaral (PSTU)          | Zakia Barroso (PSTU)          | 7.251                         | 1,34%                         |
| Orlando Alves (PRTB)          | Dejair José de Lima (PRTB)    | 5.005                         | 0,92%                         |
| Total de votos válidos        | Total de votos válidos        | 541.393                       | 100,00%                       |
| Votos apurados                |                               |                               |                               |
| Votos válidos                 | Votos válidos                 | 541.393                       | 92,86%                        |
| Votos em branco               | Votos em branco               | 14.475                        | 2,48%                         |
| Votos nulos                   | Votos nulos                   | 27.168                        | 4,66%                         |
| Total de votos apurados       | Total de votos apurados       | 583.036                       | 100,00%                       |
| Eleitores                     |                               |                               |                               |
| Comparecimento                | Comparecimento                | 583.036                       | 85,42%                        |
| Abstenções                    | Abstenções                    | 99.481                        | 14,58%                        |
| Total de eleitores            | Total de eleitores            | 682.517                       | 100,00%                       |

| 2º Turno 29 de outubro de 2000 | 2º Turno 29 de outubro de 2000 | 2º Turno 29 de outubro de 2000 | 2º Turno 29 de outubro de 2000 |
| Candidato(a)                   | Vice                           | Votação                        | Votação                        |
| Candidato(a)                   | Vice                           | Total                          | Porcentagem                    |
| ------------------------------ | ------------------------------ | ------------------------------ | ------------------------------ |
| Pedro Wilson (PT)              | Linda Monteiro (PPS)           | 294.935                        | 55,77%                         |
| Darci Accorsi (PTB)            | Marcelo Augusto (PFL)          | 233.958                        | 44,23%                         |
| Total de votos válidos         | Total de votos válidos         | 528.893                        | 100,00%                        |
| Votos apurados                 |                                |                                |                                |
| Votos válidos                  | Votos válidos                  | 528.893                        | 94,08%                         |
| Votos em branco                | Votos em branco                | 12.947                         | 2,30%                          |
| Votos nulos                    | Votos nulos                    | 20.360                         | 3,62%                          |
| Total de votos apurados        | Total de votos apurados        | 562.200                        | 100,00%                        |
| Eleitores                      |                                |                                |                                |
| Comparecimento                 | Comparecimento                 | 562.200                        | 82,37%                         |
| Abstenções                     | Abstenções                     | 120.317                        | 17,63%                         |
| Total de eleitores             | Total de eleitores             | 682.517                        | 100,00%                        |

## Vereadores
São 33 vereadores eleitos nessa legislatura, na seguinte ordem:
| Candidato                         | Partido | Coligação                    |
| --------------------------------- | ------- | ---------------------------- |
| Alfredo da Rocha Araújo Filho     | PSDB    | —                            |
| Amarildo Pereira                  | PL      | PL / PTdoB                   |
| Anderson Cruz Freire              | PST     | PSD / PST                    |
| Anselmo Pereira da Silva Sobrinho | PMDB    | —                            |
| Cláudio Olinto Meirelles          | PTB     | PTB / PPB                    |
| Clécio Antônio Alves              | PPS     | PPS / PMN                    |
| Daniel Messac de Morais           | PSDB    | —                            |
| Djalma Cotinguiba Araújo          | PT      | PT / PCdoB / PV              |
| Edson Vieira da Silva             | PGT     | PSDC / PSB / PSL / PGT / PHS |
| Elias Vaz de Andrade              | PSTU    | —                            |
| Euler Ivo Vieira                  | PDT     | —                            |
| Fábio Tokarski                    | PCdoB   | PT / PCdoB / PV              |
| Fernando Jorge de Oliveira        | PRTB    | PRTB / PRN                   |
| Francisco Sobrinho de Oliveira    | PFL     | —                            |
| Giovani Antônio Barbosa           | PSD     | PSD / PST                    |
| Heleandro Ferreira de Sena        | PPS     | PPS / PMN                    |
| Hélio Seixo de Brito Júnior       | PFL     | —                            |
| Jacyra Alves Mendes               | PPB     | PTB / PPB                    |
| Jorge Moreira da Silva            | PSL     | PSDC / PSB / PSL / PGT / PHS |
| José Maurício Beraldo             | PTB     | PTB / PPB                    |
| José Valter Soares Santos         | PL      | PL / PTdoB                   |
| Luciano Pedroso Bento             | PTB     | PTB / PPB                    |
| Luís César Bueno e Freitas        | PT      | PT / PCdoB / PV              |
| Mauro Rubem de Menezes Jonas      | PT      | PT / PCdoB / PV              |
| Milton José das Mercez            | PST     | PSD / PST                    |
| Misael Pereira de Oliveira        | PTB     | PTB / PPB                    |
| Paulo Cézar Martins               | PSDB    | —                            |
| Paulo Kruk Filho                  | PTN     | —                            |
| Rose-Marx Wayne de Oliveira       | PSC     | PAN / PSC / PRP              |
| Saulo Furtado                     | PPB     | PTB / PPB                    |
| Waldemir Soares da Silva          | PSC     | PAN / PSC / PRP              |
| Wilmar Nunes Pinheiro             | PSL     | PSDC / PSB / PSL / PGT / PHS |
| Wladmir Garcêz Henrique           | PSDB    | —                            |